# بیگ‌بستان (گرگر)
بیگ‌بستان (به ترکی استانبولی: Beybostan) یک منطقهٔ مسکونی در ترکیه است که در گرگر، آدیامان واقع شده‌است.